# Voorschoten (stacja kolejowa)
Voorschoten – stacja kolejowa w Voorschoten, w prowincji Holandia Południowa, w Holandii. Znajdują się tu 2 perony.
| Voorschoten                                           |  |                         |
| Linia Amsterdam Centraal – Rotterdam Centraal (51 km) |  |                         |
| Den Haag Mariahoeveodległość: 6 km                    |  | De Vink odległość: 3 km |